# ジェニファー・スカイ
ジェニファー・スカイ（Jennifer Sky, 1976年10月13日 - ）は、アメリカ合衆国のモデル、女優。フロリダ州パームビーチ出身。

## 来歴
恵まれた体格と容姿、ロングのブロンドを擁し、東海岸のセクシー・モデルとして一躍脚光を浴びた。10代後半まではモデルとして活躍、1994年以降はTVドラマに数多く出演。
2000年、ヒロインの一人を演じた代表作『スパイダー・エンジェル』シリーズでは、自慢のスレンダーな体格とセクシーな愛嬌を全面に出し、日本でもリリースされた。当初、パイロット版として『クレオパトラ2525』という題でビデオ先行で公開された。
2003年には、『新・刑事コロンボ』最後のエピソードとなる69作目に犯人役で登場しコロンボと対決。彼をタジタジに悩殺する美しき悪女ぶりを見せる。
2004年、『ネバー・ダイ・アローン』で映画にも出演。現在は、アクションシリーズ『CSI:マイアミ』シリーズにおいてサラ役で登場している。

## 主な出演作品

### 映画
| 公開年 | 邦題 原題                              | 役名       | 備考 |
| ------ | -------------------------------------- | ---------- | ---- |
| 2002   | 処刑ドット・コム My Little Eye         | チャーリー |      |
| 2004   | ネバー・ダイ・アローン Never Die Alone | ジャネット |      |

### テレビシリーズ
| 放映年    | 邦題 原題                                          | 役名                   | 備考                              |
| --------- | -------------------------------------------------- | ---------------------- | --------------------------------- |
| 1997      | バフィー 〜恋する十字架〜 Buffy the Vampire Slayer | ヘイディ・バリー       | 1エピソード                       |
| 1999      | ジーナ Xena: Warrior Princess                      | アマリス               | 6エピソード                       |
| 2000-2001 | スパイダー・エンジェル Cleopatra 2525              | クレオ                 | 28エピソード                      |
| 2002      | CSI:科学捜査班 CSI: Crime Scene Investigation      | マチルダ               | 1エピソード                       |
| 2002,2003 | ファストレーン Fastlane                            | キャシディ・ショー     | 2エピソード                       |
| 2003      | 新・刑事コロンボ Columbo                           | ヴァネッサ             | エピソード『殺意のナイトクラブ 』 |
| 2003      | チャームド Charmed                                 | メイベル・スティルマン | 1エピソード                       |
| 2004,2005 | CSI:マイアミ CSI: Miami                            | サラ・パイパー         | 2エピソード                       |